# Банкноти литовського лита
Банкноти литовського лита ― банкноти колишньої валюти Литви (до євро), що були в обігу з 1993 по 2015 рік.

## Опис
Усі банкноти мали однаковий розмір (135 мм × 65 мм) окрім банкноти номіналом 500 литів. На них містилися підписи міністра фінансів країни та/або голови Національного банку Литви.

## Історія
Банкноти номіналом 10, 20 та 50 литів випускалися 4 рази. Це сталося здебільшого із причин безпеки: кількість захисних елементів на банкнотах поступово збільшувалася з 0 до 9, до 14 і згодом до 17. Банкноти першого випуску містили дату «1991», але насправді були допущені до обігу у 1993 році на дуже короткий час (із червня по жовтень). Оскільки вони були замінені у тому ж році, перший випуск датується 1991 роком, а другий ― 1993.
Банкноти не друкувалися у Литві. Спочатку їх друкувала американська компанія United States Banknote Corporation, згодом ― британський виробник Thomas De La Rue & Co. Ltd. та німецька компанія Giesecke & Devrient GmbH.

## 10 литів

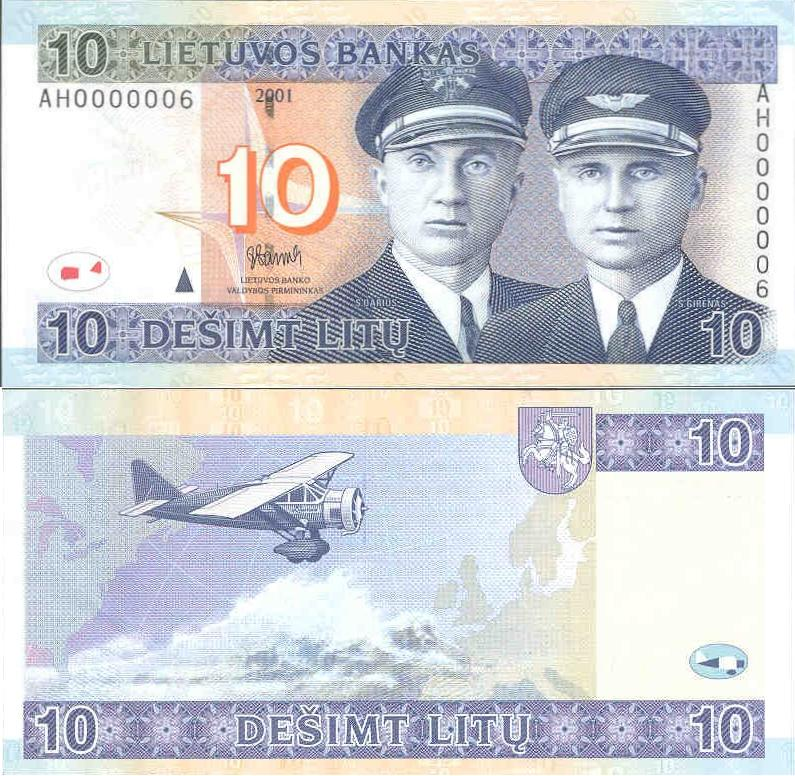
Банкнота у 10 литів випуску 2001 року. Для порівняння ― банкноти випуску 1991, 1993 та 1997 рр.

На банкноті номіналів у 10 литів зображено литовських льотчиків Стяпонаса Дарюса і Стасіса Ґірєнаса, які у 1933 році здійснили переліт до Нью-Йорка через Атлантичний океан на невеликому літаку «Lituanica». Їх літак за нез'ясованих обставин розбився у Німеччині (на території нинішньої Польщі) і обидва пілоти загинули у аварії. На зворотній стороні банкноти зображено власне літак «Lituanica», що пролітає над Атлантичним океаном, а також позначено береги Європи та Північної Америки.
Дизайн банкноти створив та переробив Ґєдрюс Йонайтіс. Згідно із найпершими проєктами банкнот лита зображення Дарюса та Ґірєнаса мало міститися на банкноті номіналом 5 литів. Вона випускалася у різних дизайнах 4 рази: двічі у 1993 році, далі у 1997 та 2001 роках. Перший дизайн банкноти спричинив міжнародний скандал; втім, у 1992 році банкноти були передруковані та готові до виходу в обіг, проте з'ясувалося, що вони були майже незахищені від підробок. Через це нові банкноти мали знову бути передруковані. Банкноти із датою «1991» були в обігу дуже короткий час і швидко були замінені банкнотами випуску 1993 року. Основні ідеї дизайну у ході перевипусків не змінювалися.
У 1993 році на честь 60-річчя польоту літака «Lituanica» було випущено срібну пам'ятну монету номіналом у 10 литів із зображенням двох пілотів. Це була друга пам'ятна монета, випущена у Литві ― перша присвячувалася візиту до країни Папи Івана Павла ІІ.

## 20 литів

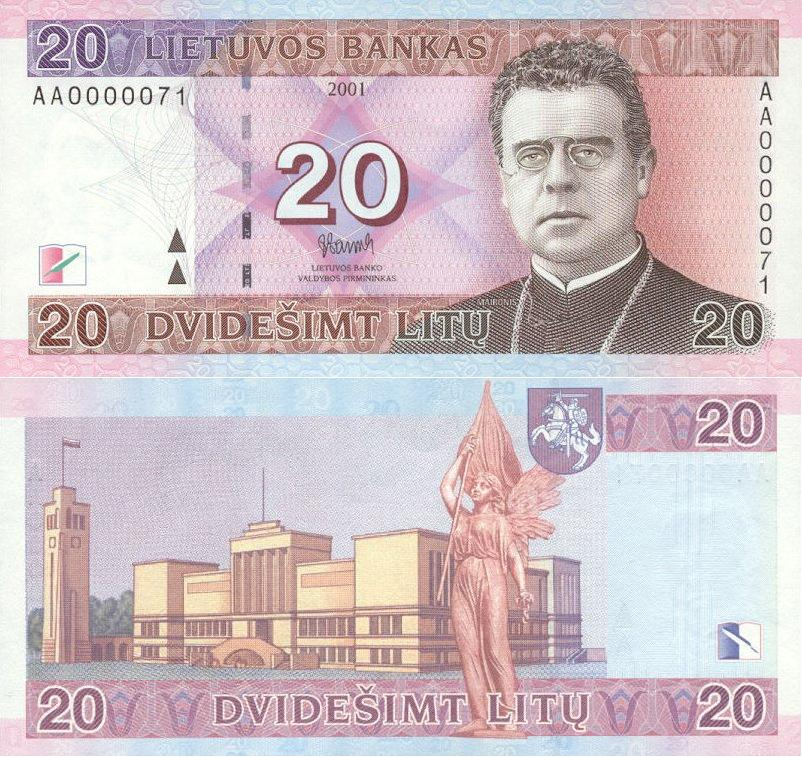
Банкнота номіналу у 20 литів серії 2001 року. Для порівняння ― банкноти випуску 1991, 1993 та 1997 рр.

На банкноті зображено портрет литовського поета Майроніса (справжнє ім'я Йонас Мачюліс, 1862–1932), який був активним патріотом та діячем національного пробудження, що боровся проти політики русифікації та за незалежність Литви від Російської імперії. На зворотній стороні зображено Військовий музей Вітовта Великого у Каунасі, найвідомішим експонатом якого є уламки літака «Lituanica». Також тут зображено т.зв. Статую свободи скульптора Юозаса Зікараса, створену на честь проголошення незалежності Литви у 1918 році.
На банкноті номіналом у 20 литів, випущеній у 1930 році, на звороті було зображено ту саму статую, лише на лівій стороні банкноти; на зовнішній стороні був зображений сам Вітовт.
Банкноти, віддруковані у 1991 році, разом із банкнотами у 10 литів спричинили міжнародний скандал, тому були дуже швидко замінені. Дизайн випуску 1993 року розробив Юстас Толвайшіс; дизайнером останнього.випуску став Ґєдрюс Йонайтіс. Найбільшою зміною у банкнотах випуску 2001 року стало перенесення зображення Статуї свободи на зворотній стороні банкноти із лівого боку на правий.

## 50 литів

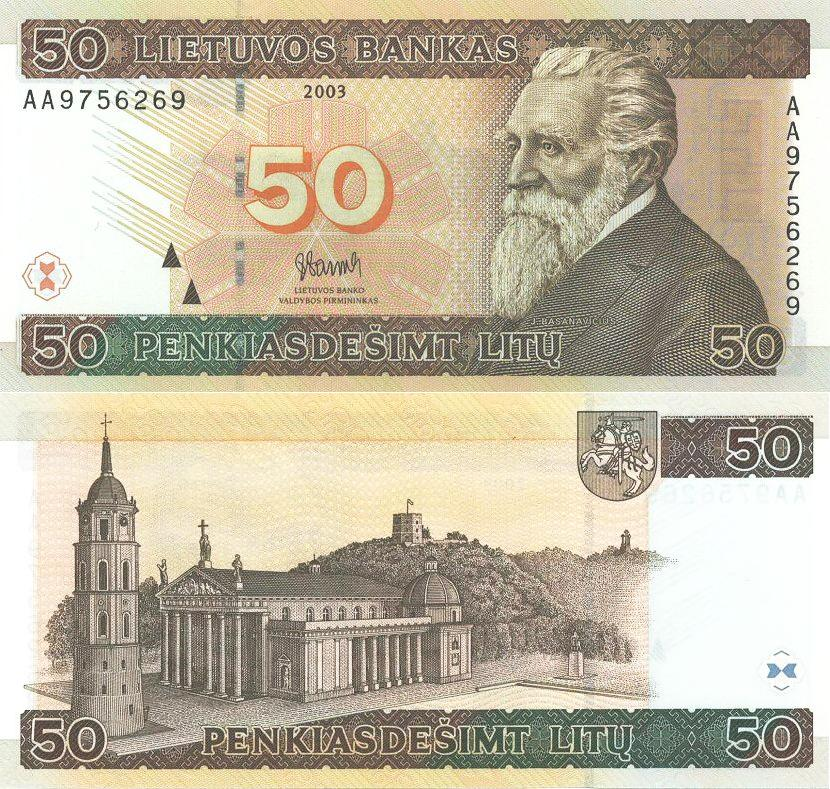
Банкнота номіналом у 50 литів випуску 2003 року. Для порівняння банкноти випуску 1991, 1993 та 1998 рр.

На зовнішній сторони банкноти номіналом у 50 литів зображено батька Вітчизни, вченого, громадського діяча та одного із підписантів Акту про незалежність Литви 16 лютого 1918 року Йонаса Басанавічюса (1851–1927). Інколи його називають «батьком незалежності», адже на момент підписання акту він був головою Таріби. На зворотній стороні банкноти зображено Кафедральний собор разом із дзвіницею, пам'ятник князю Гедиміну та Три хрести. Усі ці об'єкти розташовані у центрі Вільнюса та є важливими національними символами Литви.
Банкнота номіналом у 50 литів, випущена у 1928 році, також містила зображення Басанавічюса та собору у Вільнюсі, таким чином, новіша банкнота є єдиною з усіх, що найточніше відтворює банкоту міжвоєнних часів.
Банкноту номіналом у 100 литів випуску 1991 року спіткала та ж сама доля, що і банкноти у 10 та 20 литів; вони були в обігу протягом дуже короткого часу. Дизайнером банкнот серії 1993 року був Рей Барткус. Спочатку на зворотній стороні банкноти було зображено лише кафедральний собор та нечіткі будівлі Старого міста Вільнюса. Втім, у випуску 1998 року вид собору було зміщено для додавання й інших об'єктів. Востаннє випускалися банкноти 2003 року, та попри це вид на реверсі банкноти не відповідав дійсності, адже не включав зображення Нижнього замку, який був у процесі спорудження саме під час випуску банкноти.

## 100 литів

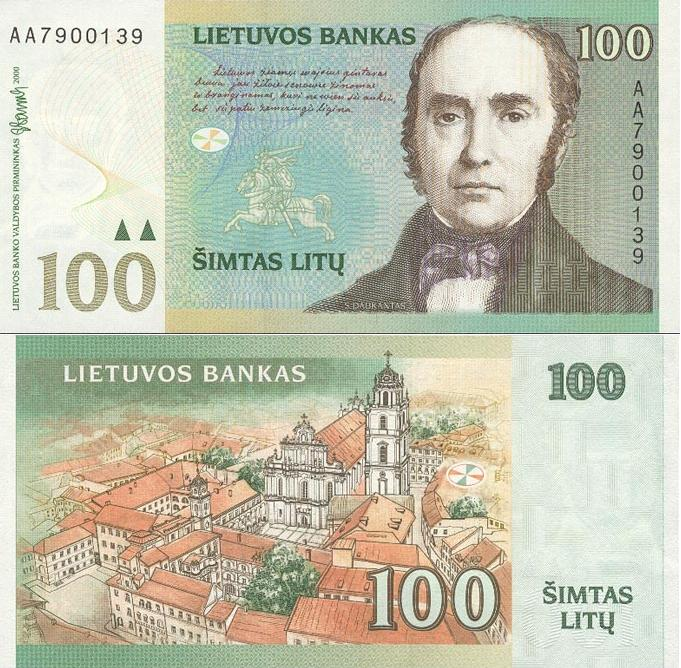
Банкнота номіналом у 100 литів 2000 року випуску. Для порівняння ― банкнота випуску 1991 року.

На банкноті номіналом у 100 литів зображений Сімонас Даукантас (1793—1864), основоположник литовського національного пробудження та історик, що написав першу книжку з історії Литви литовською мовою. На зворотній сторони банкноти зображене Старе місто Вільнюса, включене до списку світової спадщини ЮНЕСКО.
Перший випуск банкнот номіналом 100 литів 1991 року спіткала інша доля, аніж банкноти 10, 20 або 50 литів. Було вирішено, що вона має достатньо елементів захисту для випуску та подальшого обігу. Втім, до широкого вжитку вона не увійшла і разом із іншими банкнотами випуску 1991 року була виведена з обігу.
Нова банкнота наступного випуску із 19 елементами захисту була представлена у 2000 році. Її зовнішній вигляд був дещо змінений: на зворотній стороні було збільшено зображення ансамблю Вільнюського університету; також кольори стали яскравішими та чіткішими. За своїм форматом нова банкнота тепер більше нагадувала банкноти номіналом у 200 та 500 литів.

## 200 литів

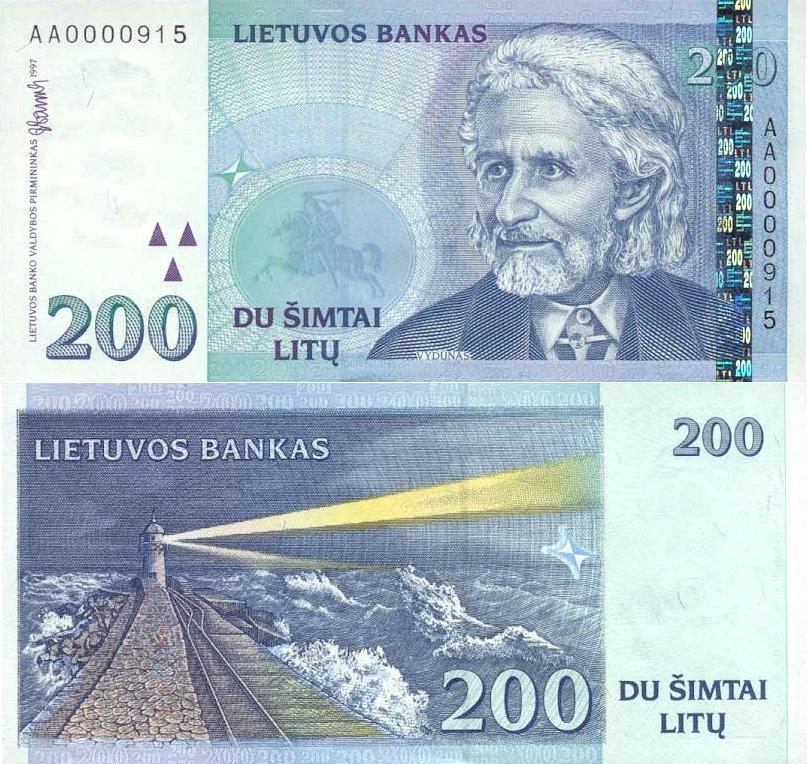
Банкнота номіналом у 200 литів випуску 1997 року

На банкноті номіналом у 200 литів розміщено портрет Відунаса (справжнє ім'я ― Вільгельмас Стороста, 1868–1953), відомого литовського філософа, письменника, поета, драматурга, музиканта, педагога та культурного діяча, що поширював у своїх працях ідеалістичні та гуманістичні ідеї.
На звороті банкноти зображено Клайпедський маяк, споруджений у 1796 та реконструйований у 1819 році. Його висота становила 29,2 м, а промінь світла досягав довжини 35 км. Він був символом міста та популярною туристичною пам'яткою, проте був повністю зруйнований у ході Другої світової війни і після відновлення втратив свою колишню популярність. Ймовірно, для реверсу банкноти було обрано саме Клайпеду через те, що зображення Вільнюса використовувалися двічі, Каунаса ― один раз, а Клайпеда є третім за величиною містом країни.
Дизайнером банкноти був Рітіс Валантінас; вона була випущена лише в одному випуску.

## 500 литів

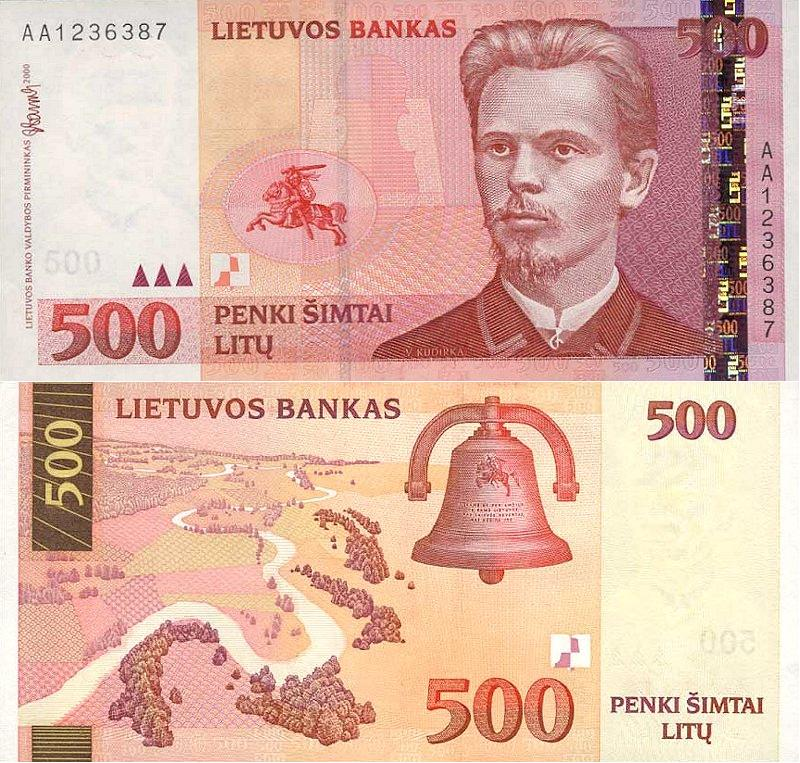
Банкнота номіналом у 500 литів випуску 2000 року

На банкноті номіналом у 500 литів зображено портрет Вінцаса Кудірки (1858–1899) ― литовського письменника, учасника руху національного пробудження та автора гімну Литви.
На звороті банкноти зображено Дзвін Свободи на фоні пейзажу долини річки Німан; дзвін має напис литовською «O skambink per amžius vaikams Lietuvos, kad laisvės nevertas, kas negina jos» («Дзвони крізь віки дітям Литви: хто не бореться за свободу, той не гідний її»). Цей вірш був написаний Бронюсом Балутісом (1879–1967) та став девізом газети «Дзвін свободи», яку публікував один із партизанських загонів. Також Кудірка був одним із видавців газети «Варпас» («Дзвін»), яка популяризувала освіту та надихала литовців на боротьбу за незалежність у ході литовського національного пробудження.
Ця банкнота була значно більша за інші (147 мм x 70 мм) та мала 22 захисні елементи (інші мали від 16 до 19). Спочатку йшли суперечки про те, чи потрібна країні така банкнота, адже її номінал був більший за середню місячну заробітну плату.
Дизайнером банкноти був Ґєдрюс Йонайтіс; вона була випущена лише в одному випуску.

## Колишні дизайни

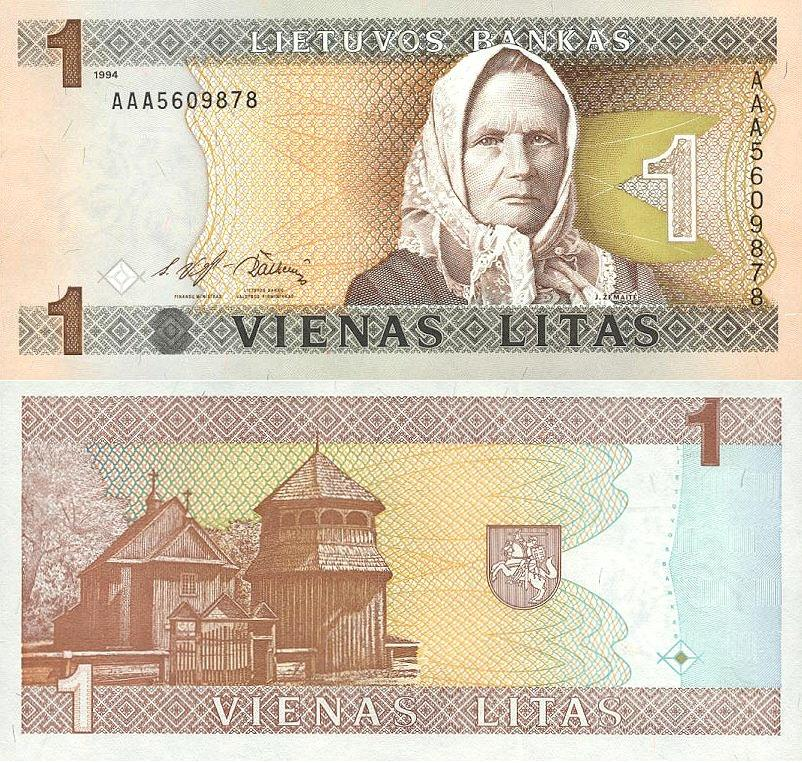
1 лит, випуск 1994 року
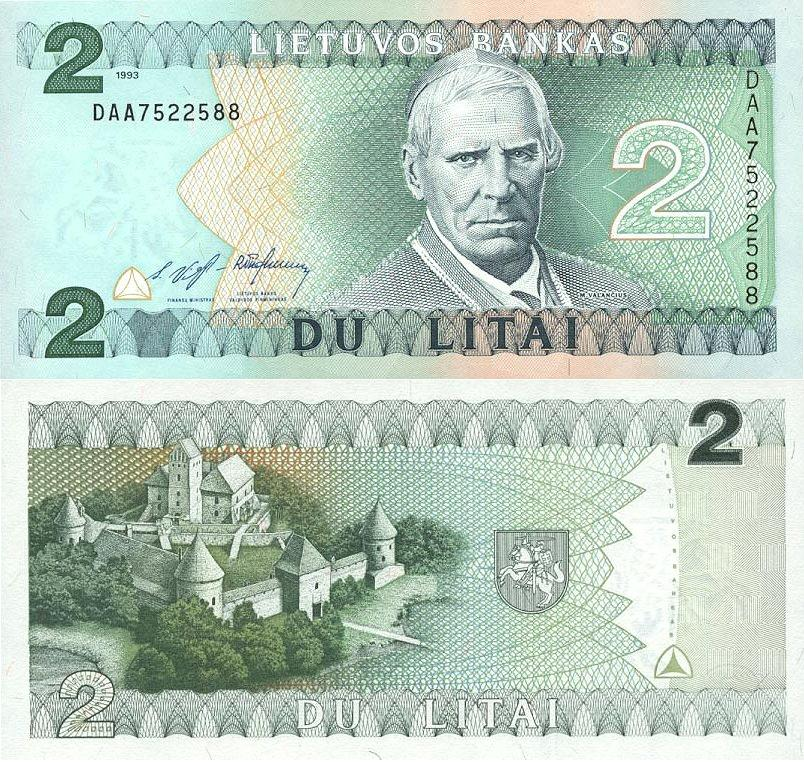
2 лити, випуск 1993 року
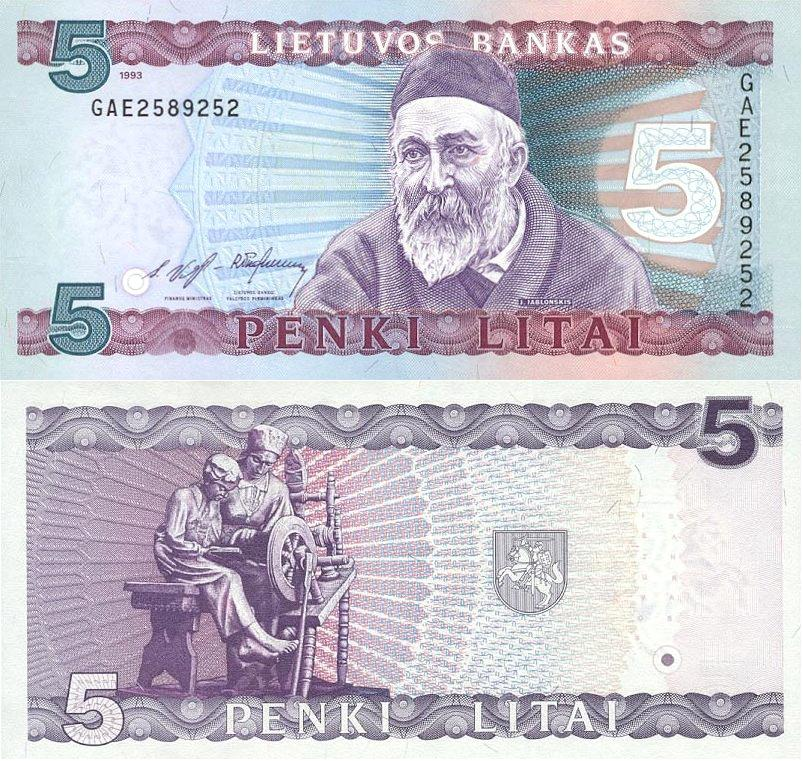
5 литів, випуск 1993 року

Банкноти номіналом у 500 і 1000 литів були заплановані для першого випуску 1993 року, проте випущені не були. Їх дизайни дуже подібні до банкноти у 100 литів того ж самого випуску.